# Gdybym (singel)
Gdybym – trzeci singel z albumu Dobry wieczór zespołu Voo Voo z gościnnym udziałem azerskiego muzyka Alima Qasimova i jego córki Fargany, wydany 4 lutego 2015. Utwór na płycie długogrającej jest szósty z kolei.

## Notowania
- Lista Przebojów Trójki: 1 (5x)[2]
- Podsumowanie Roku 2015 - Lista Przebojów Trójki: 1[3]